# Celtis paniculata
Celtis paniculata es un árbol del bosque lluvioso costero de Australia. Crece desde el poblado de Kiama (34° S) en Nueva Gales del Sur hasta el Río Endeavour (15° S) en el trópico de Queensland. También crece en la  Isla Norfolk, el este de Malesia, Micronesia, y el oeste de Polinesia.  

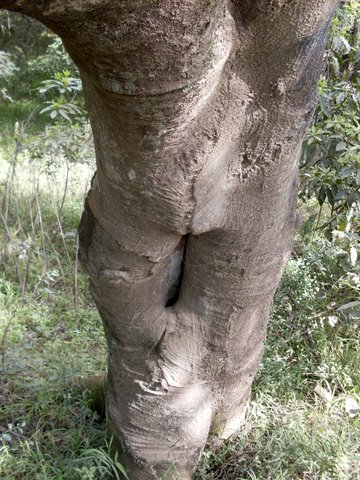
Detalle del tronco

## Descripción
Crece a una altura de 40 metros de alto y 90 cm de ancho. El tronco es mayormente  cilíndrico y algo ensanchado en la base. La corteza es delgada, café y lisa, con líneas pustulares verticales.
Las hojas son alternadas y simples, no están dentadas y miden de 6 a 10 cm de largo con el extremo puntiagudo. El tallo de la hoja es algo acanalado y aplanado en la parte posterior, de 6 a 10 mm de largo. La base de la hoja es con frecuencia obliqua, esto es porque es desigual la longitud a cada lado del lado de la hoja. La nervadura de la hoja es más evidente en el envés.
Flores verdes se forman en cimas y aparecen de diciembre a enero. El fruto es una drupa redondeada, de 8 a 10 mm de largo long conteniendo una sola semilla. El fruto madura de agosto a marzo.

## Taxonomía
Celtis paniculata fue descrita por Endl. & Planch. y publicado en Annales des Sciences Naturelles; Botanique, sér. 3 10: 305. 1848.
Etimología
Celtis: nombre genérico que deriva de céltis f. – lat. celt(h)is  = en Plinio, es el nombre que recibía en África el "lotus", que para algunos glosadores es el azufaifo (Ziziphus jujuba Mill., ramnáceas) y para otros el almez (Celtis australis L.)
paniculata: epíteto latíno que significa "con panículas".
Sinonimia
- Celtis ingens F.Muell.
- Celtis opaca C.Moore ex Benth.
- Dicera lanceolata Zipp. ex Blume
- Solenostigma paniculata Endl.	basónimo
- Sponia solenostigma Steud.[4][5]